# Hein Mück (Boxer)
Heinz Toni „Hein“ Mück (* 26. April 1941 in Siegburg; † 1. März 2024) war ein deutscher Boxer. Er kämpfte für den Siegburger Box-Club 1921.

## Karriere
Heinz Mück fing schon mit zehn Jahren an zu boxen. Während seines Wehrdienstes in Pinneberg wurde er aber in Anlehnung an Hein Mück ebenso genannt, woraufhin er diesen Namen annahm und darunter bekannt wurde. Er wurde 1962 NATO-Europameister, 1963 Militärweltmeister und 1967 deutscher Meister im Halbmittelgewicht. 1968 war er als Mitglied der deutschen Olympiamannschaft vorgesehen, konnte aber wegen eines Splitterbruches nicht teilnehmen.
Mück bestritt 370 Kämpfe, davon endeten 18 Unentschieden und 27 gingen verloren.

## Ehrenämter
1999 zog sich Hein Mück gesundheitsbedingt aus der Vereinsarbeit des Siegburger Box-Clubs zurück und wurde zum Ehrenvorsitzenden ernannt, zudem ist er Ehrenmitglied im Mittelrheinischen Amateur-Box-Verband. Er war 30 Jahre Zeremonienmeister bei den Karnevalsempfängen im Siegburger Kreishaus. Außerdem war er von 1979 bis 2005 insgesamt 175 Mal als Sankt Martin tätig, stellte oft den Nikolaus und besuchte Kindergärten, Schulen und Altersheime.

## Ehrungen
Am 6. November 2001 wurde Heinz Mück mit dem Verdienstkreuz am Bande des Verdienstordens der Bundesrepublik Deutschland ausgezeichnet, 2005 erhielt er das Ehrenwappen der Stadt Siegburg.

## Privates
Mück wohnte in Sankt Augustin-Mülldorf und war gelernter Maschinenschlosser. Später arbeitete er als Lager- und Versandleiter einer Süßwaren- und Spirituosenfirma.